# Krautheim (Badenia-Wirtembergia)
Krautheim – miasto w Niemczech, w kraju związkowym Badenia-Wirtembergia, w rejencji Stuttgart, w regionie Heilbronn-Franken, w powiecie Hohenlohe, siedziba związku gmin Krautheim. Leży nad rzeką Jagst, ok. 12 km na północ od Künzelsau, przy linii kolejowej Dörzbach–Möckmühl.

## Współpraca
Miejscowość partnerska:
- Ebersbach, Saksonia